# Trollhättan (gemeente)
Trollhättan is een Zweedse gemeente en stad in de provincie Västra Götalands län en had in 2000 44.046 inwoners.
Sinds 1937 is in deze stad de vliegtuig- en autobouwer Saab Automobile AB gevestigd.

## Plaatsen
- Trollhättan (stad)
- Sjuntorp
- Upphärad
- Velanda
- Väne-Åsaka
- Norra Björke
- Garnviken
- Båberg
- Baggeryr
- Heden (Trollhättan)